# Lepetellida
Lepetellida (лат.) — отряд морских брюхоногих моллюсков из подкласса Vetigastropoda. Среди его представителей есть виды как с завитой, так и с колпачковидной раковиной. Они известны в ископаемом виде.

## Классификация
Согласно World Register of Marine Species (WoRMS), отряд включает следующие надсемейства и семейства:
- Fissurelloidea J. Fleming, 1822
  - Fissurellidae J. Fleming, 1822
- Haliotoidea Rafinesque, 1815
  - Haliotidae Rafinesque, 1815
- Lepetelloidea Dall, 1882
  - Addisoniidae Dall, 1882
  - Bathyphytophilidae Moskalev, 1978
  - Caymanabyssiidae B. A. Marshall, 1986
  - Cocculinellidae Moskalev, 1971
  - Lepetellidae Dall, 1882
  - Osteopeltidae B. A. Marshall, 1987
  - Pseudococculinidae Hickman, 1983
  - Pyropeltidae J. H. McLean & Haszprunar, 1987
- Lepetodriloidea J. H. McLean, 1988
  - Lepetodrilidae J. H. McLean, 1988
  - Sutilizonidae J. H. McLean, 1989
- Scissurelloidea Gray, 1847
  - Anatomidae J. H. McLean, 1989
  - Depressizonidae Geiger, 2003
  - Larocheidae Finlay, 1927
  - Scissurellidae Gray, 1847